# Таннер Тессманн
Таннер Тессманн (англ. Tanner Tessmann, нар. 24 вересня 2001, Бірмінгем) — американський футболіст, півзахисник французького клубу «Ліон».
Виступав, зокрема, за клуби «Даллас» та «Венеція», а також національну збірну США.

## Клубна кар'єра
Народився 24 вересня 2001 року в місті Бірмінгем. Вихованець футбольної школи клубу «Даллас». Дорослу футбольну кар'єру розпочав 2020 року в основній команді того ж клубу, в якій провів один сезон, взявши участь у 26 матчах чемпіонату. Більшість часу, проведеного у складі «Далласа», був основним гравцем команди.
До складу клубу «Венеція» приєднався 2021 року.
27 серпня 2024 року перейшов у французький клуб «Ліон».

## Виступи за збірну
У 2021 році дебютував в офіційних матчах у складі національної збірної США.
| Дата       | Місто     | Господарі | Результат | Гості             | Турнір                                            | Голи | Примітки |
| ---------- | --------- | --------- | --------- | ----------------- | ------------------------------------------------- | ---- | -------- |
| 1-2-2021   | Орландо   | США       | 7 – 0     | Тринідад і Тобаго | товариський матч                                  | -    | 78'      |
| 9-9-2023   | Сент-Луїс | США       | 3 – 0     | Узбекистан        | товариський матч                                  | -    | 35'      |
| 12-10-2024 | Остін     | США       | 2 – 0     | Панама            | товариський матч                                  | -    | 67'      |
| 15-10-2024 | Сапопан   | Мексика   | 2 – 0     | США               | товариський матч                                  | -    | 63'      |
| 14-11-2024 | Кінгстон  | Ямайка    | 0 – 1     | США               | Ліга націй КОНКАКАФ 2024—2025 - чвертьфінал       | -    | 87'      |
| 18-11-2024 | Сент-Луїс | США       | 4 – 2     | Ямайка            | Ліга націй КОНКАКАФ 2024—2025 - чвертьфінал       | -    |          |
| 20-3-2025  | Інглвуд   | США       | 0 – 1     | Панама            | Ліга націй КОНКАКАФ 2024—2025 - півфінал          | -    | 68'      |
| 23-3-2025  | Інглвуд   | США       | 1 – 2     | Канада            | Ліга націй КОНКАКАФ 2024—2025 - матч за 3-є місце | -    | 69'      |
| Усього     |           | Матчів    | 8         |                   | Голів                                             | 0    |          |